# Saguinus bicolor
Saguinus bicolor — вид широконосих приматів родини ігрункових (Callitrichidae).

## Поширення
Ендемік Бразилії з дуже обмеженим ареалом. Трапляється в околицях міста Манаус між річками Кужейрас на заході, Урубу на сході, Амазонкою та Ріу-Неґру на півдні. Площа поширення виду оцінюється у 5500 км².

## Опис
Примати невеликого розміру. Довжина тіла без хвоста складає 20,8-28,3 см; включаючи хвіст 33,5-42,0 см. Самці важать в середньому 428 г. Тривалість життя в дикій природі складає до 10 років.

## Спосіб життя
Утворює невеликі сімейні групи чисельністю від 2 до 15 особин (в середньому 5-7). У групі приносить потомство тільки домінантна самиця. Вагітність триває 140—170 днів, народжує зазвичай двоє дитинчат. Виховує дитинчат в основному батько, при цьому вся група піклується про потомство. У раціон входять фрукти, квіти, нектар, комахи, павуки, дрібні хребетні і пташині яйця.